# Togea yoshioi
Togea yoshioi är en stekelart som beskrevs av Azuma 2001. Togea yoshioi ingår i släktet Togea och familjen brokparasitsteklar. Inga underarter finns listade i Catalogue of Life.